# 卡齊韋利

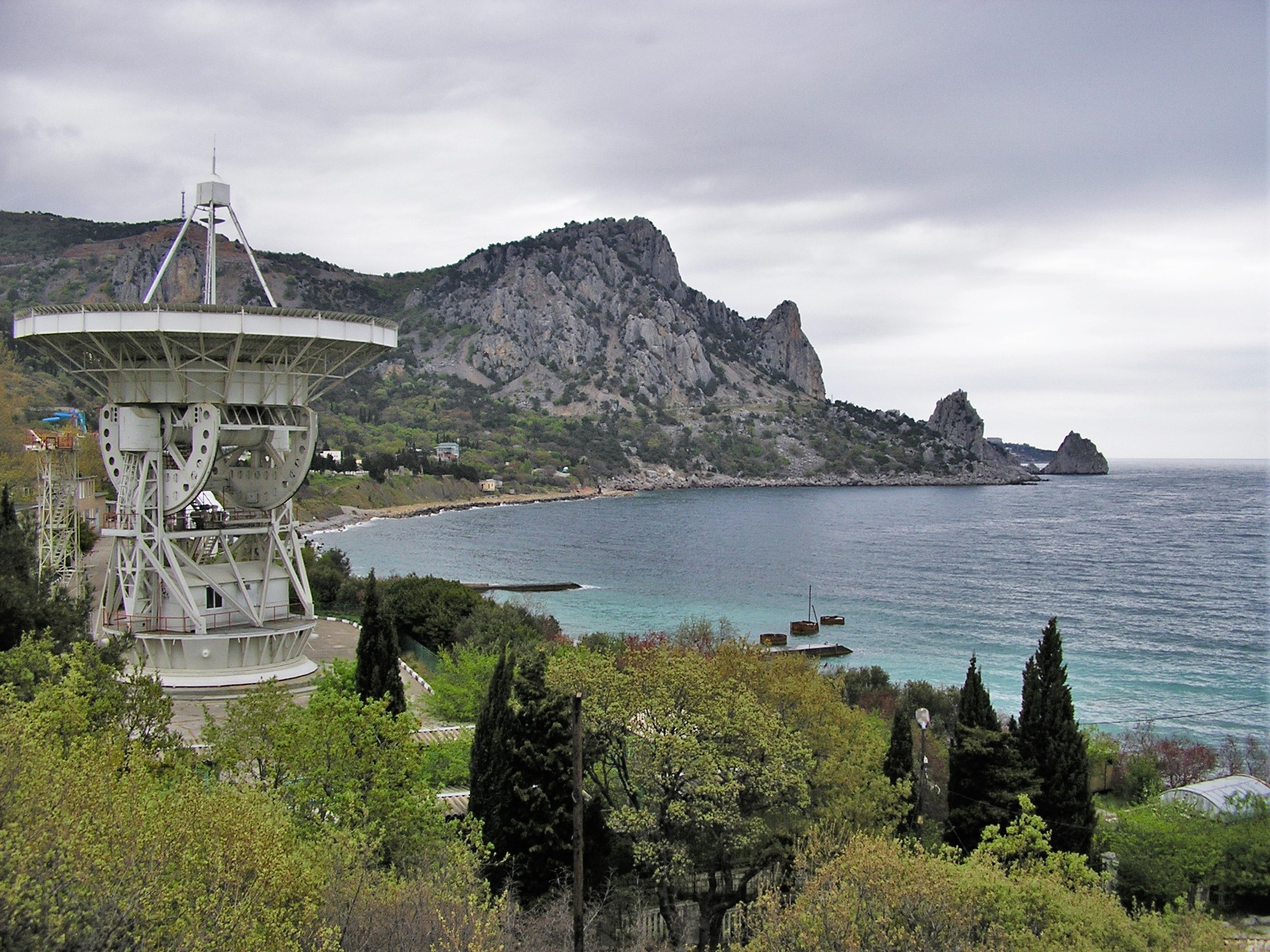
天文物理观测台

卡齊韋利（烏克蘭語：Кацівелі），法理上是乌克兰克里米亚自治共和国南部雅尔塔区的市级镇，但事实上是俄罗斯克里米亞共和國雅尔塔市议会下辖的市级镇。面積0.69平方公里，海拔高度68米，2011年人口609，大部分居民是俄羅斯人，人口密度每平方公里874.3人。